# Antin Varivoda
Antin Varivoda (în ucraineană Антін Варивода, transliterat: Antin Varîvoda; n. 10 ianuarie 1869, Siret, Suceava, România – d. 12 martie 1936, Viena, Statul Federal al Austriei) a fost un militar ucrainean cu gradul de colonel. Ca ofițer a activat mai întâi în Forțele de Apărare Cezaro-Crăiești ale Armatei Austro-Ungare, unde în 1916 a comandat Legiunea Ucraineană (galițiană). Ulterior, a activat în Armata Ucraineană Galițiană (AUG) a Republicii Populare a Ucrainei Occidentale.

## Biografie
Varivoda s-a născut în anul 1869 în orașul bucovinean Siret, aflat atunci în componența Austro-Ungariei.
A absolvit școala de ofițeri în cadrul Landwehrului. Odată cu începutul Primului Război Mondial a condus o sotnie în armata austriacă. Între 16 martie și 30 septembrie 1916, având gradul de locotenent-colonel (oberstleutnant) în Armata Austro-Ungară, a comandant Legiunea Ucraineană din Galiția (Pușcașii Ucraineni ai Siciului)
În timpul Războiului Polono-Ucrainean (1918-1919) a fost colonel al Armatei Ucrainene Galițiene. A fost membru al comisiei comisiei de lichidare de la Viena, fiind responsabil de întoarcerea soldaților ucraineni prizonieri de război de pe teritoriul Austriei și Italiei, în Galiția. A fost ulterior desemnat de către autoritățile ucrainene să se ocupe de soldații Armatei Ucrainene Galițiene internați în Cehoslovacia, astfel că în 1920 a comandat lagărele de la Liberec  și Jablonné⁠(d).
După desființarea lagărelor de internare, în 1923 s-a stabilit la Viena, unde a murit la 12 martie 1936.